# Szily Adolf
Szilsárkányi Szily Adolf, született Schlesinger (Pest, 1848. április 8. – Budapest, 1920. november 19.) magyar szemészorvos, egyetemi tanár, az MTA tagja. Szily Pál orvos, biokémiai kutató és Szily Aurél szemészorvos apja. 

## Élete
Schlesinger Ármin szatócs és Éliás Jozefa fia. Orvosi tanulmányait a Bécsi Egyetemen végezte, 1872-ben orvosdoktori, 1873-ban szemészmesteri oklevelet szerzett a bécsi poliklinikán, ahol Stellwag és Artl tanárok mellett működött, majd a Pesti Poliklinika, végül a Pesti Izraelita Kórház főorvosa lett. 1883-ban a szemtükrözés tanából magántanári, 1895-ben rendkívüli tanári címet kapott. Jelentősek a szemfenékre vonatkozó kutatásai. A szemészeti műtétek sterilitásának egyik kidolgozója.1902-ben magyar nemességet, később udvari tanácsosi kinevezést kapott. Számos dolgozata jelent meg az Orvosi Hetilapban, a Természettudományi Közlönyben és német szaklapokban.
Felesége Jónás Regina (1847–1927) volt.

## Főbb művei
- Eine Innervationserscheinung der Iris (1874)
- Therapeutische Versuche mit Eserinum (1877)
- A szemüveg (Budapest, 1882)
- Zur Morphologie der Papilla
- A gyakorlati orvostan haladása (többekkel, Budapest, 1890–1904)
- Egy érzéki megtévedés magyarázata (Budapest, 1892)
- Optische Vernestung von Brillenreflexen (1893)
- Über das Bewegungs-Nachbild (Budapest, 1898, különnyomat a Mathematische und Naturwissenschaftliche Berichte aus Ungarnból)
- Augenspiegelstudien zu einer Morphographie des Sehnerveneintrittes beim Menschen (1901)